# Preußisches Staatsschuldengesetz vom 17. Januar 1820
Das preußische Staatsschuldengesetz vom 17. Januar 1820 war eine Verordnung des preußischen Königs Friedrich Wilhelm III., durch die im Wesentlichen festgelegt wurde, dass Staatsanleihen des Königreichs Preußen künftig nur noch begeben werden konnten, wenn die Zustimmung einer Ständeversammlung, die aus der Bevölkerung des gesamten preußischen Staates zu bilden war, hierzu vorlag. Ausdrücklich nahm der König dabei Bezug auf Versprechen, Volksvertreter an preußischen Staatsgeschäften zu beteiligen, die er bereits im Finanzedikt vom 27. Oktober 1810 am Beginn der Stein-Hardenbergschen Reformen und durch eine Verordnung über die zu bildende Repräsentation des Volks am 22. Mai 1815 gegeben hatte.

## Geschichte
Vor allem in den Koalitionskriegen, jedoch auch noch danach, hatte Preußen gewaltige Staatsschulden in Form von verzinslichen Staatsanleihen aufgenommen. Mit dem von Karl August von Hardenberg konzipierten preußischen Staatsschuldengesetz vom 17. Januar 1820 wurde die Staatsschuld „auf immer für geschlossen“ (d. h. für limitiert) erklärt und festgelegt, dass neue Darlehen „nur mit Zuziehung und unter Mitgarantie der künftigen reichsständischen Versammlung geschehen“ dürften. Damit beabsichtigte die preußische Staatsführung unter König Friedrich Wilhelm III., „das Vertrauen zum Staate und zu seiner Verwaltung zu befestigen, und Unsern aufrichtigen Willen, allen Staatsgläubigern gerecht zu werden, […] an den Tag zu legen“.
Solange eine solche „reichsständische Versammlung“ nicht gebildet war, konnten daher keine neuen Staatsschulden aufgenommen werden. Diese Bestimmung, die auf ein Junktim von Verfassung und künftiger kreditbasierter Staatsfinanzierung und damit auf die Einführung einer konstitutionellen Monarchie hinauslief, weckte in der demokratischen Bewegung die Hoffnung, dass eine Volksvertretung gebildet werden könne, durch die eine echte Mitwirkung an den Staatsangelegenheiten und somit eine verstärkte Gewaltenteilung ermöglicht werde.
Da Friedrich Wilhelm III. und auch sein Nachfolger Friedrich Wilhelm IV. wenig Interesse an Gewaltenteilung hatten und sie daher auch keinen Landtag für Preußen einberiefen, verhinderte das preußische Staatsschuldengesetz vom 17. Januar 1820 zunächst jeglichen Etatismus, soweit damit Staatsausgaben verbunden waren, die über die laufenden Steuereinnahmen hinausgingen. Erst als in den 1830er und 1840er Jahren der Gedanke aufkam, auf der Grundlage von Staatsanleihen eine Preußische Staatseisenbahn einzuführen, woran auch das preußische Militär etwa mit Blick auf eine Preußische Ostbahn großes Interesse hatte, überwand Friedrich Wilhelm IV. allmählich seine Abneigung gegen die Ausgabe von Staatsanleihen und die damit verbundene Einführung einer gesamtstaatlichen Volksvertretung in Preußen. Nach längerem Taktieren ließ er am 8. Februar 1847 die Konstitution des Ersten Vereinigten Landtags als Vollversammlung der acht Provinzialstände Preußens verkünden, um damit eine auf Anleihen basierte Staatsfinanzierung in Preußen zu eröffnen.
Insbesondere die rheinischen Abgeordneten verknüpften mit der Einberufung des Landtags die Erwartung, dass die Volksvertreter die Kammer im Sinne der offengebliebenen Verfassungsfrage von innen heraus zu einem echten Parlament fortentwickeln könnten. Tatsächlich hatte der Erste Vereinigte Landtag eine erhebliche Bedeutung, indem er wichtige Weichen für das Parteienwesen in Preußen stellte und ihm im Zuge der Märzrevolution 1848 bald ein Zweiter Vereinigter Landtag folgte, welcher schließlich Wahlen zur Preußischen Nationalversammlung und zur Frankfurter Nationalversammlung ermöglichte.